# Ried fan de Fryske Beweging

Bandera frisona

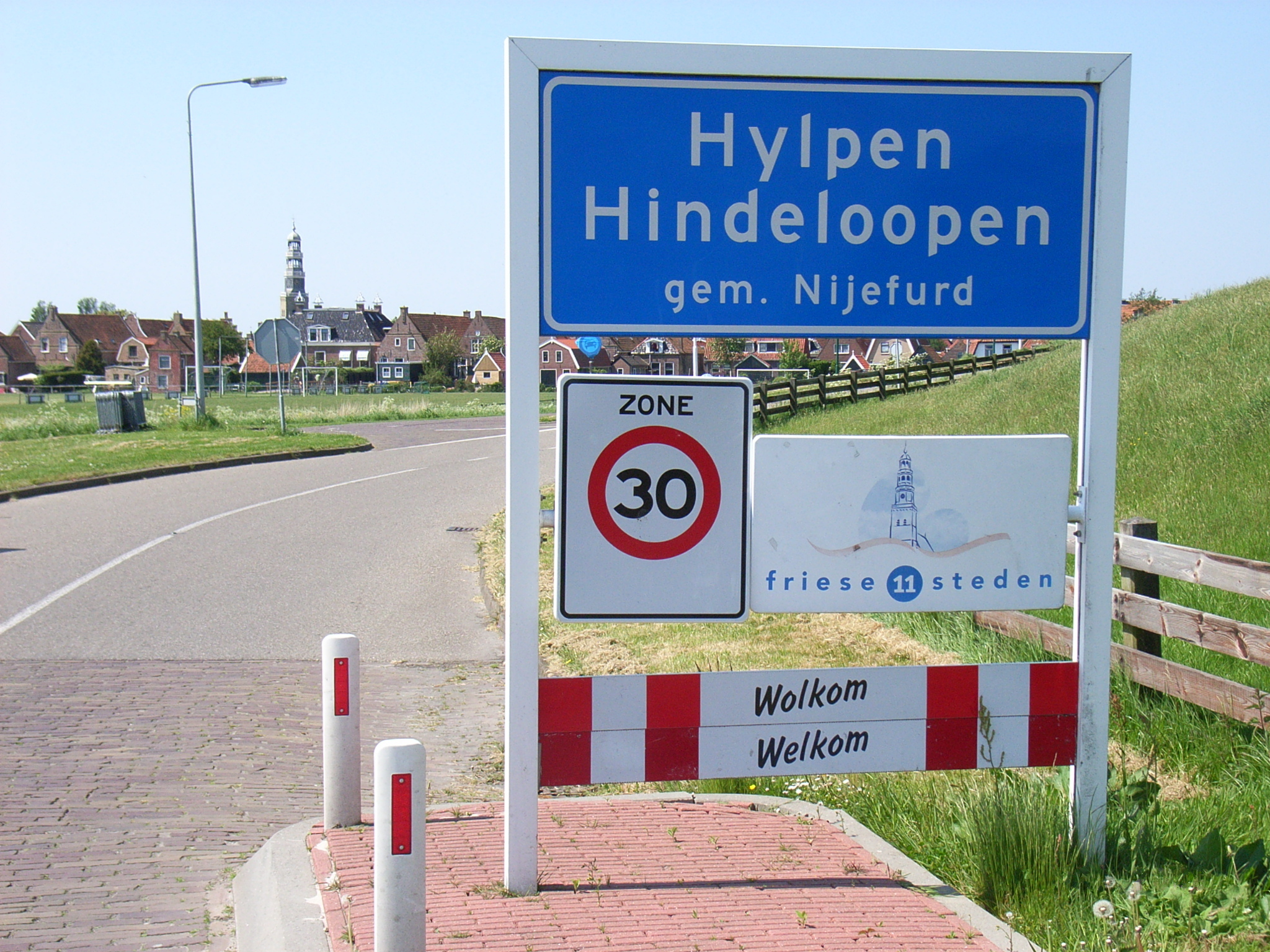
L'ús de topònims en llengua frisona l'apliquen lliurement els municipis que així ho desitgen, però encara avui dia només els topònims neerlandesos són els oficials.

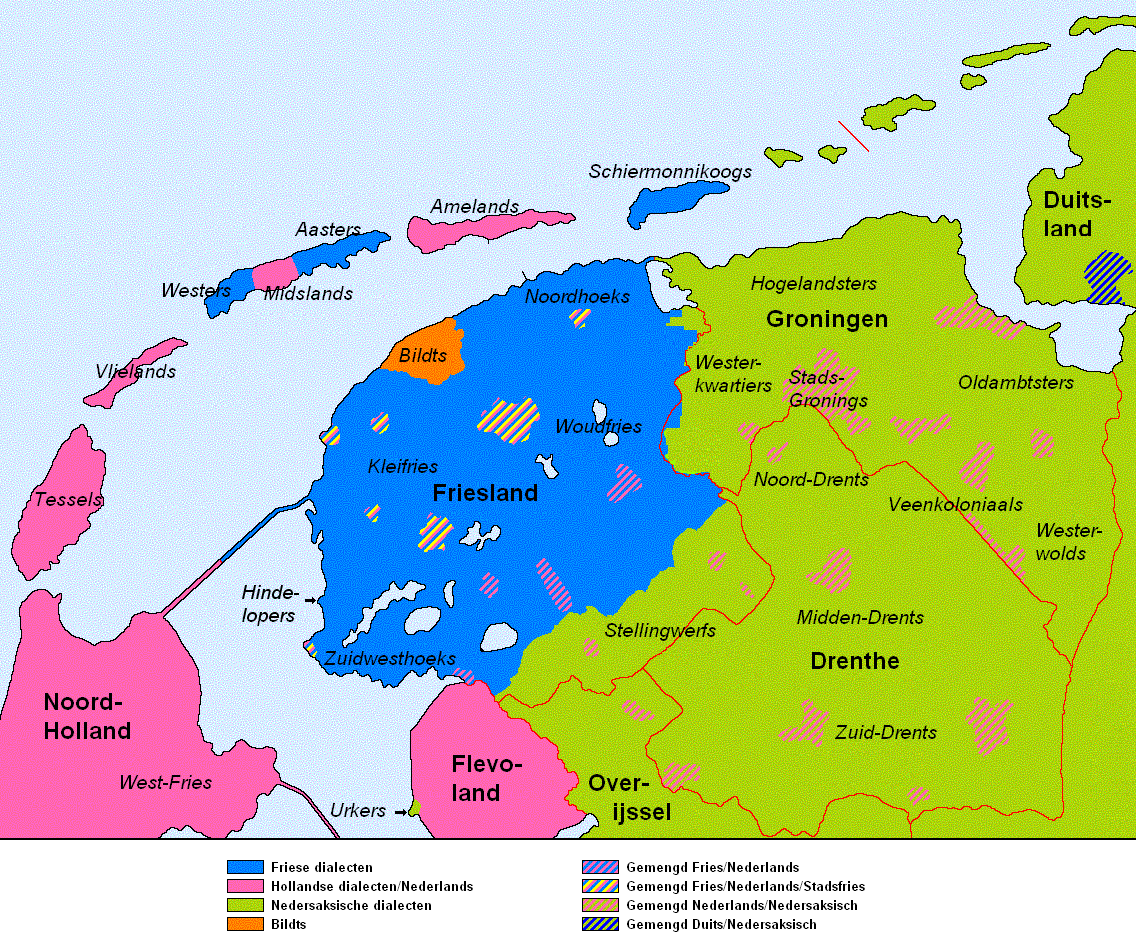
La situació de la llengua frisona és complexa. D'ençà que Frísia perdé la seva independència i caigué en mans holandeses, el 1498, han hagut moltes migracions que han afectat l'ús de la llengua frisona. Per aquesta raó hi ha alguns municipis on ja des de l'edat mitjana pràcticament no es parla frisó. Però sobretot la prohibició de la llengua i imposició de la llengua neerlandesa en ensenyament, església i govern, va malmetre greument l'ús del frisó. A les ciutats frisones es parla una mescla de frisó i neerlandès. I el frisó ha estat durant centenars d'anys arraconat al camp i a l'ús estrictament domèstic.

Ried fan de Fryske Beweging (RfdFB – Consell del Moviment Frisó) és una organització per a aquells a qui els agrada Frísia i donen suport a la cultura i llengua frisona. El Consell és una organització independent, suportada per voluntaris.
Ried fan de Fryske Beweging és una fundació amb nombroses organitzacions membres i més de 500 donants.

## Història
L'associació es fundà el 1945 amb la fi d'agrupar els activistes frisons i així actuar de cara a les autoritats locals i nacionals unitàriament. La idea de disposar d'un òrgan unitari per a comunicar-se amb el govern sorgí després de la segona guerra mundial ('It Selskip foar Fryske Tael en Skriftekennisse', 'It Kristlik Frysk Selskip', 'it Roomsk Frysk Boun' i també ‘it Frysk Boun om Utens').
Un dels principals objectius de l'associació és lluitar per la protecció legal de la llengua frisona en la legislació neerlandesa. El govern neerlandès havia pres molt poques mesures per la llengua frisona fins al 1945.
L'estructura de l'associació permetia als activistes participar directament (fent donacions) o indirectament, convertint-se en membre d'una de les organitzacions representades al consell.
La direcció del consell es compon de representants de les organitzacions que en són membre i persones escollides. A partir del 2005 augmentà notablement el nombre d'associacions membres del consell.

## Membres
Les següents organitzacions són membres del consell Ried fan de Fryske Beweging: 
- De Fryske Rie
- FBU = Frysk Boun om Utens
- Federaasje = Federaasje fan Fryske Studinteferienings
- FFE = Feriening foar in Federaal Europa
- FFOF = Freonen fan Omrop Fryslân
- FFU = Feriening foar Frysk Underwiis
- IFAT = It Frysk Amateur Toaniel
- Ons Bildt = Stichting 'Ons Bildt'
- Jong Fryske Mienskip
- Krúspunt = It eardere Kristlik Frysk Selskip
- Selskip 1844 = It Selskip foar Fryske Taal- en Skriftekennisse
- Stellingwarver Schrieversronte

L'associació disposa de centenars de donants.

## Activitats
La tasca principal del consell és la de crear drets per la llengua frisona. Els esforços dels primers cinquanta anys han donat els següents resultats: 
- Una hora de frisó en les escoles primàries frisones (des del 1980 obligatòria per llei). El 1993 el frisó esdevingué obligatori en escoles secundàries.
- Cartes a institucions governamentals es poden escriure en frisó i han de ser respostes en frisó.
- Polítics tenen el dret a parlar frisó si així ho desitgen, en xerrades oficials.
- A la província de Fryslân està permès parlar frisó als jutjats. El parlant frisó té el dret a un intèrpret si hi ha algú que no entengui el frisó.
- Des del 2005 el frisó es pot emprar en documents oficials.

## Desenvolupament
Durant els anys 90 el consell començà a promoure l'ús de la llengua frisona al carrer. Alguns dels projectes per a promoure l'ús del frisó són: 
- Swingel – revista del consell amb articles sobre la llengua i cultura frisones i sobre l'associació.
- El premi ‘De Fryske Reklamepriis', per a promocionar els anuncis en frisó a la ràdio i televisió.
- Fear yn ‘e Broek – premi anual per a un individu o una organització que hagi fet quelcom per a promocionar el frisó.
- Euregua – joc de taula per infants i adults. Fet amb la col·laboració de representants d'altres llengües minoritàries.
- Conferències i presentacions – sovint el consell fa presentacions i conferències.
- www.itnijs.nl - pàgina web amb notícies en llengua frisona.

## Projectes del passat
- Ragnarock – petit esdeveniment de música pop per grups de música pop i músics frisons.
- Mear Frysk on-line – iniciativa per promoure l'ús del frisó a Internet.
- Distribució d'adhesius on hi posa ‘m’agrada parlar frisó’.

## Desenvolupaments actuals
El consell promou l'ús del frisó arreu. Manté contactes amb les institucions governamentals, empreses, associacions diverses i individus. El consell vol conscienciar la població sobre el valor i la riquesa de la llengua frisona i espera encoratjar la població a continuar-la emprant no només a nivell familiar sinó a tot arreu. L'ús del frisó a la via pública és un dels principals objectius. En cas de discriminació el consell coopera amb una organització contra la discriminació anomenat Tûmba. Qualsevol persona que se senti discriminada per una qüestió lingüística pot contactar amb el consell o amb Tûmba per ajuda.
El consell funciona amb diferents comitès. Cadascun d'ells té la seva tasca: 
- Comitè de contactes internacionals. Manté contactes amb altres organitzacions de minories europees.
- Comitè de relacions públiques, dedicat a treballar per una bona imatge del consell i de Frísia.
- Comitè de política. Aquest comitè treballa per aconseguir que la classe política regional i nacional tingui la llengua frisona en consideració. Aquest comitè també s'encarrega de donar informació sobre els desenvolupaments del consell en diverses pàgines web (per exemple Twitter, Facebook i altres xarxes socials).